# Слуцкая, Марина Владимировна
Марина Владимировна Слуцкая (род. 9 июля 1991) — белорусская дзюдоистка, Заслуженный мастер спорта, 8-кратная чемпионка Белоруссии, бронзовый призёр летней Универсиады 2013 года в Казани, чемпионка и призёр чемпионатов Европы, победительница II Европейских игр, победительница и призёр международных турниров, участница летних Олимпийских игр 2020 года в Токио, тренер по дзюдо.

## Биография
В детстве Слуцкая три года играла на фортепиано и баяне, пела в хоре и танцевала. Также она занималась баскетболом, теннисом, плаванием, лыжными гонками и вольной борьбой. Затем перешла на дзюдо. Тренировалась в СДЮШОР по спортивным единоборствам города Минска.
После победы на чемпионате Европы  2017 г. возглавила мировой рейтинг в своей весовой категории. Из-за травмы не смогла принять участие в чемпионате мира.
Создала клуб дзюдо «Тигр», где тренировала детей. По состоянию на июль 2019 года являлась соруководителем и тренером детского клуба единоборств «Голд».
В апреле 2021 года на чемпионате Европы, который проходил в португальском Лиссабоне, белорусская спортсменка в весовой категории свыше 78 кг завоевала бронзовую медаль чемпионата.
На Олимпийских играх в Токио заняла 9 место. В 1/16 получила тяжелую травму локтевого сустава и не смогла продолжить борьбу.
В конце 2021 приняла решение завершить спортивную карьеру.
В январе 2022 была назначена на должность старшего тренера Национальной команды по дзюдо.

## Спортивные результаты
- Первенство Белоруссии по дзюдо среди юниоров 2009 года — ;
- Первенство Белоруссии по дзюдо среди юниоров 2010 года — ;
- Открытое первенство Белоруссии по дзюдо среди молодёжи 2009 года — ;
- Открытое первенство Белоруссии по дзюдо среди молодёжи 2010 года — ;
- Открытое первенство Белоруссии по дзюдо среди молодёжи 2011 года — ;
- Первенство Европы по дзюдо среди юниоров 2008 года — ;
- Первенство Европы по дзюдо среди юниоров 2010 года — ;
- Первенство Европы по дзюдо среди молодёжи 2009 года — ;
- Первенство Европы по дзюдо среди молодёжи 2011 года — ;
- Чемпионат Белоруссии по дзюдо 2010 года — ;
- Чемпионат Белоруссии по дзюдо 2011 года — ;
- Чемпионат Белоруссии по дзюдо 2012 года — ;
- Чемпионат Белоруссии по дзюдо 2013 года — ;
- Чемпионат Белоруссии по дзюдо 2014 года — ;
- Чемпионат Белоруссии по дзюдо 2016 года — ;
- Чемпионат Белоруссии по дзюдо 2017 года — ;
- Чемпионат Белоруссии по дзюдо 2020 года — ;